# رضا حكم
رضا حكم (مواليد 07 ماي 1981) (بالفرنسية: Rada Hakem)‏، هو مدرب كرة قدم حالي، ولاعب كرة قدم مغربي سابق، يُدرب حاليًا الكوكب المراكشي المغربي مُنذ عام 2021. وسبق وأن درب نادي المغرب التطواني المغربي.

## مسيرته الحالية
أعلن المكتب المديري ل نادي حسنية أكادير عن تعيين الإطار الوطني رضا حكم (40 عاما) مدربا جديدا للفريق الأول.
وأوضح النادي في بلاغ نشره في موقعه الرسمي على شبكة الأنترنيت، أن العقد الذي يربطه بمدربه الجديد يمتد حتى نهاية الموسم الرياضي الحالي، مع خيار التجديد، وذلك في حال اتفاق الطرفين.
وحسب المصدر نفسه، فقد سبق للمدرب، رضا حكم، أن خاض مجموعة من التجارب بالمغرب، حيث أشرف على تدريب أندية رجاء بني ملال، ونهضة الزمامرة، ووداد تمارة، والمغرب التطواني، كما اشتغل مشرفا عاما على الإدارة التقنية لفريق المغرب الفاسي.
كما اشتغل السيد حكم في المملكة العربية السعودية كمدرب لفريقي نجران والرائد، ومدربا مساعدا لفريق الفيصلي. أما في ببلجيكا فقد تولى مهمة تدريب فريق سبورتيغ بروكسيل.
وحدد المدرب الجديد للحسنية طاقمه التقني الذي سيرافقه مع الفريق، حيث اختار حمو موحال كمدرب مساعد أول له، وعادل المسكيني كمساعد ثان، وأحمد فاتحي مساعدا ثالثا، فيما تم الاحتفاظ بالمعد البدني الطيبي الكروني، وعبد اللطيف المطيع الذي يشغل مهمة مدرب الحراس